# Bój pod Piątkiem
Bój pod Piątkiem – walki14 Wielkopolskiej Dywizji Piechoty w kampanii wrześniowej; część bitwy nad Bzurą (I faza).

## Sytuacja ogólna
5 września Naczelny Wódz zarządził ogólny odwrót wojsk polskich na linię Narwi, Wisły i Sanu. Późnym wieczorem 6 września związki taktyczne Armii „Poznań” rozpoczęły odwrót w kierunku Warszawy. Obawiano się, że niemieckie dywizje zmotoryzowane szybciej osiągną linię Wisły i zablokują wojska Armii „Poznań” i „Pomorze” na zachód od rzeki. 9 września rozpoczęła się największa bitwa kampanii wrześniowej – bitwa nad Bzurą. W jej pierwszej fazie jednostki polskie zaatakowały z powodzeniem maszerującą wzdłuż prawego brzegu Bzury niemiecką 30 Dywizję Piechoty.

Grupa Operacyjna gen. Knolla-Kownackiego  uderzyła na kierunku wiodącym przez Krośniewice do Brzezin. 25 Dywizja Piechoty miała opanować Łęczycę, a następnie wyjść w rejon Ozorkowa, 17 Dywizja Piechoty po opanowaniu linii: Marynki, Michałowice, Sługi, ruszyć miała dalej w kierunku Celestynowa, a 14 Dywizja Piechoty opanować miała przedmościa w rejonie Balków i Goślub.

## Działania wojsk
9 września, po nocnym marszu, 14 Wielkopolska Dywizja Piechoty gen. Franciszka Włada odpoczywała w rejonie Strzegocin–Wały. Jej dowódca już nad ranem otrzymał awizo o zamiarze użycia 14 DP do działań w ramach ogólnego natarcia organizowanego przez Grupę Operacyjną gen. Edmunda Knolla-Kownackiego. Około południa z rozkazem dowódcy dywizji zapoznani zostali dowódcy oddziałów 14 DP. Wynikało z niego, że dowódca dywizji zamierza sforsować przez zaskoczenie rzekę Bzurę na odcinku dwór Ktery–Młogoszyn–Orłów i zająć Piątek, skąd, w zależności od sytuacji taktycznej, nacierać dalej wprost na południe, bądź też na południowy wschód.

### Natarcie na Piątek

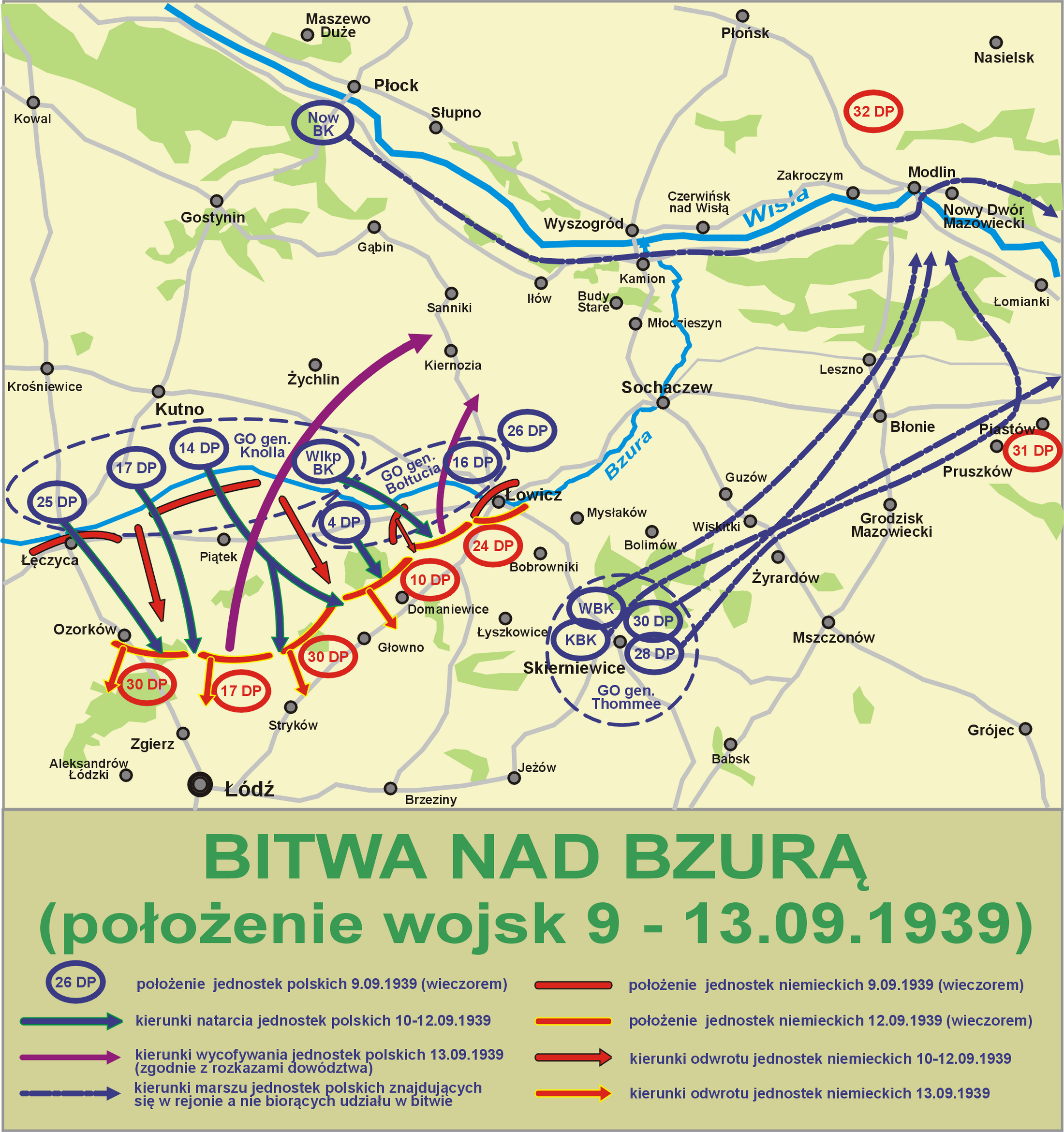

Bitwa nad Bzurą (9 września)

Dywizja weszła do walki 9 września około 18.00 – bez należytego rozpoznania bojowego i bez właściwego przygotowania ogniowego. 55 pułk piechoty płk Władysława Wiecierzyńskiego w pierwszym rzucie użył I i II batalionu, które po sforsowaniu Bzury miały zdobyć rejon Głupiejew–Balków i dalej nacierać na kierunku Gaj–Stawy. Wsparcie ogniowe zapewniał I/14 pułku artylerii lekkiej mjr. Jana Kowalskiego. Około 17.00 II/55 pułku piechoty mjr. Stanisława Sosienia osiągnął podstawy wyjściowe do natarcia w Kterach.
Z uwagi na suszę, poziom wody w Bzurze był stosunkowo niski, co umożliwiało przebycie rzeki w bród. Poważniejszy opór nieprzyjaciel stawił dopiero na linii dwór Czarne Pole–Balków. I/55 pp mjr. Jana Dymowskiego natknął się na silny ogień z Balkowa, ponosząc duże straty. 2 kompania dostała się pod ogień broni maszynowej, ale wolno posuwała się dalej w kierunku na południowy zachód od Balkowa. W tym czasie większa część 3 kompanii dotarła już pod Głupiejew. Tymczasem 1 kompania por. Edwarda Lisa przesunięta została do stanowisk zatrzymanej przez ogień nieprzyjaciela 3 kompanii. W celu zlikwidowania zagrożenia od strony Głupiejewa, dowódca kompanii przygotował grupę wypadową, dowodzoną przez st. sierż. Antoniego Zacholskiego. Wypad powiódł się, zdobyto karabin maszynowy oraz wzięto kilku jeńców. Nieprzyjaciel bronił się jednak nadal w głębi wsi.
II batalion mjr. Sosienia sforsował Bzurę i rozwinął natarcie na Balków. 5 kompania, łamiąc opór nieprzyjaciela, zajęła wschodnią część wsi. Nacierająca na północną część Balkowa 6 kompania spotkała się natomiast z silnym oporem i zatrzymała się przed miejscowością. Po wsparciu artyleryjskim kompania wdarła się jednak do płonącej wsi i Balków został opanowany przy stosunkowo niewielkich stratach własnych. Dowódca 6 kompanii por. Teobald Handke zdecydował się wykorzystać osiągnięte powodzenie i wykonać nocny wypad w kierunku na Staw–Stefanów Łubnicki. Kompania, wzmocniona 1 plutonem 5 ks ppor. Józefa Gędzielewskiego i 2 plutonem 5 ks ppor. Narcyza Książkiewicza, ruszyła dwiema kolumnami. Wpadła jednak w zasadzkę, poniosła duże straty, a por. Handke i kilkunastu strzelców dostało się do niewoli.
Natarcie 57 pułku piechoty ppłk. Tomasza Rybotyckiego, wzmocnionego II dywizjonem 14 pal mjr Leszka Lubicz-Nycza, ruszyło z półgodzinnym opóźnieniem z podstawy Siemienice–Siemieniczki, wzdłuż szosy na Piątek. I batalion mjr. Stanisława Hrycka nacierał na Goślub i Janowice. Po zajęciu dworu Goślub kompanie 1 i 2 zaatakowały Goślub, gdzie napotkały opór niemieckiego I/6pułku piechoty i uległy częściowemu rozproszeniu. II/57 pułku piechoty mjr. Karola Wieczorka nacierał wzdłuż szosy na Piątek. W szpicy posuwała się pułkowa kompania zwiadu por. Władysława Polaszka. Pod Michałówką batalion napotkał na silny opór niemieckiego III/6 pułku piechoty i oddziału rozpoznawczego 30 Dywizji Piechoty. Wczesnym rankiem 10 września 57 pułk piechoty ruszył do ponownego natarcia. Odwodowy III batalion mjr. Józefa Kępińskiego zdobył Goślub i Janowice. Atakując dalej, osiągnął szosę Piątek–Łęczyca.
W tym czasie I/57 pp mjr. Hrycka, nacierając z dworu Gośłub, odrzucił kontratakującego nieprzyjaciela i około 13.00 wkroczył do Piątka.

### Działania pościgowe

Bitwa nad Bzurą (10 września)

Po zdobyciu Piątka, 14 Dywizja Piechoty ruszyła do pościgu za ustępującym przeciwnikiem. W kierunku na Mąkolice ruszył odwodowy 58 pułk piechoty płk. Stanisława Tomiaka. Napotkał jednak  duży opór Niemców i w ciągu 10 września zadania swego wykonać nie zdołał.
Zadanie kontynuowania pościgu otrzymał też odwodowy III/55 pp ppłk. Romana Jabłońskiego, który we wczesnych godzinach rannych 10 września dotarł do Balkowa, przejmując zadania II batalionu. O 7.00, przy wsparciu ogniowym I/14 pal mjr. Kowalskiego, odwodowy batalion ruszył do  natarcia z zadaniem opanowania szosy Gaj–Stawy. W związku z tym, że 57 pułk piechoty nadal pozostawał w tyle, natarcie posuwało się bardzo wolno. Także niemieckie kontrataki wstrzymywały natarcie 55 pp. Artyleryjskie wsparcie i ogień taczanek ppor. Mirona Białachowskiego wyzwoliły jednak ruch do przodu i III batalion około południa zajął Stawry–Stefanów Lubnicki. Sukces okupiony został jednak dużymi startami. Około południa I/55 pułku piechoty zajął szosę Łęczyca–Piątek w rejonie Nowy Gaj–dwór Gaj, gdzie wyszły również oddziały 70 pułku piechoty z sąsiedniej 17 DP.
Po dokonanym przegrupowaniu i uporządkowaniu oddziałów, obydwa pułki 14 DP ruszyły do pościgu za wycofującym się nieprzyjacielem. 55 pułk piechoty prowadził pościg po osi Żabokrzeki–Czerników–Borowiec–Lorenki–Kwilno. Jego zadaniem było odcięcie nieprzyjacielowi drogi odwrotu z rejonu Piątka w kierunku na Zgierz–Łódź.
Około 16.00 idący w straży przedniej III/55 pułku piechoty stoczył bój spotkaniowy w okolicach wsi Borowiec. Niemcy, nie wytrzymując ataku, wycofali się do lasu Gieczno–Witów, a pułk ruszył do dalszego pościgu, pozostawiając 3 pluton ppor. Stefana Perkiewicza z 2 kompanii jako stałą straż boczną, z zadaniem zamknięcia szosy Piątek–Zgierz i ubezpieczania marszu do chwili przekroczenia szosy przez wszystkie pododdziały pułku. Ubezpieczenie stoczyło walkę z oddziałami niemieckimi wycofującymi się z Piątka. Czatę uratowała cofnięta 4/55 pp ppor. Marcelego Kabzy, która rozstrzygnęła walkę na korzyść strony polskiej. 
Ofensywne działania 55 pułku piechoty spowodowały, że od godzin wieczornych 10 września jego pododdziały znalazły się na tyłach niemieckich 6. i 26 pułku piechoty, zamykając im drogę odwrotu z Piątka na Zgierz. 
57 pułk piechoty, po zdobyciu Piątka, zaatakował Sułkowice. Tu przerwał działania i w nocy z 10 na 11 września wystawił czaty na południe od Piątka. Z kolei 58 pułk piechoty w ciągu nocy doszedł pod las Witów.

## Bilans walk
Natarcie pułków 14 Wielkopolskiej Dywizji Piechoty przebiegało w sposób nierównomierny. 55 pułk piechoty podstawy wyjściowe do natarcia zajął bez przeszkód, jednakże po przekroczeniu w bród Bzury wszedł od razu w styczność ogniową z nieprzyjacielem. Poszczególne obiekty natarcia zdobywano w ciężkiej walce, osiągając w późnych godzinach nocnych rejon dworu Czarne Pole. Dowódca pułku płk Władysław Wiecierzyński, po zorientowaniu się że naciera sam, przeszedł w tym rejonie do obrony. 
Tymczasem 57 pułk piechoty, za zgodą dowódcy grupy operacyjnej, ruszył do natarcia z półgodzinnym opóźnieniem. Natarcie 57 pp rozwijało się bardzo wolno i zatrzymane zostało w rejonie Gośluba. Nieprzyjaciel twardo bronił dostępu do Piątka, będącego miejscem postoju dowódcy niemieckiej 30 Dywizji Piechoty. Po zaciętych i krwawych walkach Piątek zdobyty został w godzinach południowych 10 września. Wycofujące się z Piątka niemieckie oddziały wyszły na tyły 55 pułku piechoty, torując sobie drogę odwrotu walką.